# Styela rustica
Styela rustica is een zakpijpensoort uit de familie Styelidae. De wetenschappelijke naam werd gepubliceerd in 1767 door Carl Linnaeus.